# Beli (reus)
Beli is een Jötunreus in de Noordse mythologie. Hij is de zoon van Gymir en Aurboða, en broer van Gerð. Hij geldt ook als nakomeling van Kari.
Zijn naam is Oudnoords en betekent "Bruller" of "Loeier".
Bij de Ragnarok zal Beli met de ontwapende Freyr kampen en door hem met een hertengewei worden verslagen.